# Krzysztof Mączyński
Krzysztof Mączyński (Cracovia, Polonia, 23 de mayo de 1987) es un exfutbolista internacional polaco que jugaba en la posición de centrocampista y su último equipo fue el Śląsk Wrocław de la Ekstraklasa.

## Carrera
Krzysztof Mączyński comenzó en las categorías inferiores del Wisła Cracovia. Anotó su primer gol para Wisła en el partido de la Copa de la Liga contra el Górnik Zabrze el 28 de noviembre de 2007. Mączyński debutó en Ekstraklasa contra ese mismo equipo el 2 de diciembre. En agosto de 2011 se unió al Górnik Zabrze en un contrato de dos años.
El 8 de enero de 2014, firmó por el Beijing Renhe de la Primera Liga China, regresando un año después al equipo en el que se crio, el Wisła. En julio de 2017 se hizo oficial su traspaso al Legia de Varsovia, finalizando su contrato con la entidad varsoviana en enero de 2019. Unos días más tarde se hizo oficial su llegada al Śląsk Wrocław. Con el club de Breslavia acumuló 92 partidos oficiales y anotó seis goles, llegando a ocupar incluso el cargo de capitán del equipo. El 11 de febrero de 2024, después de haber sido relegado al filial del Śląsk, anunció su retirada a la edad de 36 años.

## Carrera internacional
El 15 de noviembre de 2013, Mączyński hizo su debut para la selección absoluta de fútbol de Polonia en un amistoso internacional contra Eslovaquia, entrando como un sustituto de Tomasz Jodłowiec en el 76'. El 14 de octubre de 2014, anotó por primera vez en una competición internacional en un partido de clasificación para la Euro 2016 contra Escocia en el grupo D, dando a Polonia una ventaja de 1-0 en el minuto 11. Su segundo y último gol como internacional fue frente a Montenegro el 8 de octubre de 2017, en la victoria por 4-2 durante la clasificación para la Copa del Mundial.
Mączyński disputó un total de 31 partidos con la selección polaca, el último de ellos contra Corea del Sur en la victoria por 3-2, el 27 de marzo de 2018.

## Palmarés
Wisła Cracovia
- Ekstraklasa (1): 2007/08

ŁKS Łódź
- I Liga (1): 2010/11

Guizhou Renhe
- Supercopa de China (1): 2014

Legia de Varsovia
- Ekstraklasa (1): 2017/18
- Copa de Polonia (1): 2017/18